# روابط خارجی بحرین
روابط خارجی بحرین (به انگلیسی: Foreign relations of Bahrain) بحرین نقش معتدل و متواضعی در سیاست منطقه‌ای (اقلیمی) بازی می‌کند و به نقطه نظرات جامعه کشورهای عربی در رابطه با خاورمیانه و مردم فلسطین مشروط می‌باشد. بحرین از زمان استقلالش در سال ۱۹۷۱، روابط دوستانه‌ای بین خودش با اغلب همسایگانش و با جامعه بین‌المللی حفظ کرده‌است. عموماً سعی در مشورت تنگاتنگی با کشورهای همسایه دارد و دنبال محدود کردن زمینه‌های اختلاف با سایرین می‌باشد.
وزیر خارجه بحرین خالد بن حمد بن عیسی آل‌خلیفه می‌باشد که یک دیپلمات حرفه‌ای است. او در ایالات متحده تحصیل کرده‌است و وقتی که دانشجو بود در تیم بسیج انتخاباتی سال ۱۹۸۰ رئیس‌جمهور آمریکا جیمی کارتر عضو بود. معاونش عبدالله فیصل جبر الدوسری است که حقوق دان و کارشناس بخش مالی و سرمایه‌گذاری است که در سال ۲۰۱۵ به این سمت منصوب شد.
در ژوئن ۲۰۰۶ بحرین برای ریاست مجمع عمومی سازمان ملل انتخاب شد و هیا راشد آل خلیفه به عنوان رئیس مجمع برگزیده شد که اولین زن در خاورمیانه و سومین زنی است که در تاریخ چنین منصبی را بعهده می‌گیرد. هیا یکی از وکلا و فعالین در امر حقوق زنان پیشتاز در بحرین می‌باشد. دبیرکل وقت سازمان ملل متحد کوفی عنان در رابطه با وی گفت: «دیروز با او ملاقات کردم و او را خیلی تأثیرگذار یافتم. کلیه کشورهای عضو راغب به کار با او و کمک به او هستند و فکر می‌کنم که او ابعاد جدید از کار را در آنجا جلب خواهد کرد». این گام بدنبال سلسله‌ای از گماشتن زنان در مناصب بالا در این پادشاهی، برداشته می‌شود.

## سیاست خارجی بحرین
بحرین یکی از اعضای شورای همکاری خلیج فارس می‌باشد. این کشور به‌ طور کامل همسو با کلیه اقداماتی بوده‌داست که کشورهای شورای همکاری خلیج فارس در رابطه با هماهنگی در زمینه رشد اقتصادی و دفاعی و برنامه‌ریزی امنیتی اتخاذ کرده‌اند. بحرین در دسامبر ۱۹۹۴ با تصمیم کشورهای عربی حوزه خلیج فارس برای لغو تحریم‌های درجه دو و سه علیه اسرائیل موافقت کرده‌ است. این کشور در خیلی از زمینه‌ها توافقات دو طرفه خاصی منعقد کرده‌ است.
در جنگ خلیج فارس از سال ۱۹۹۰ تا ۱۹۹۱ بحرین جزء نیروهای ائتلافی بود که برای آزادسازی کویت جنگید. نیروی هوایی پادشاهی بحرین و نیروی هوایی پادشاهی انگلیس و نیروهای هوایی آمریکا برای تهاجمات هوایی در عراق از پایگاه هوایی شیخ عیسی پرواز می‌کردند. کما اینکه نیروهای دریایی ائتلاف درخارج از پایتخت (منامه) فعال بود. بحرین مورد اصابت موشکهای اسکادی قرار گرفت که از بغداد شلیک شدند. تعدادی از دانشجویان بحرینی که در عراق و کویت درس می‌خواندند ضمن اقدامات خصمانه توسط پلیس نظامی صدام حسین مفقود یا کشته شدند.
بعد از آزادسازی کویت بحرین روابطش با ایالات متحده را با امضاء توافقنامه‌ای بمدت ده سال در اکتبر ۱۹۹۱ تقویت نمود. در این توافقنامه نیروهای آمریکایی حق ورود به بنادر بحرین را بدست آوردند و به ایالات متحده اجازه داده شد که برای مقابله با بحران‌های آینده تجهیزات جنگی وارد کند. در تموز ۱۹۹۵ یک ستون پنجم آمریکایی در خلیج تشکیل شد که مقر آن در پایگاه هوایی آمریکایی بحرین در منامه می‌باشد. در سال ۲۰۰۳ رئیس‌جمهور آمریکا جورج دابلیو بوش بحرین را به عنوان همپیمان اصلی خارج از ناتو برای آمریکا محسوب کرد.

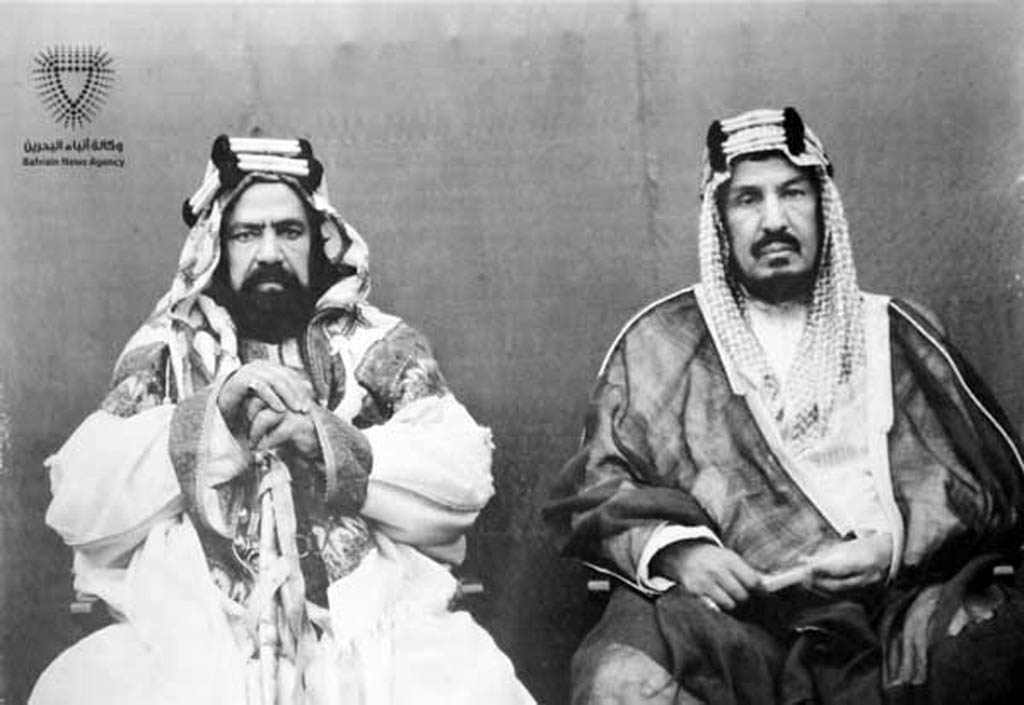
سلمان بن حمد آل خلیفه با پادشاه سعودی عبدالعزیز بن عبدالرحمن بن فیصل آل سعود

بحرین عضو فعال در ائتلافی بود که برای براندازی رژیم طالبان در افغانستان در سال ۲۰۰۱ تشکیل شد. در این رابطه پادشاهی بحرین کشتیهایی را برای ایجاد محاصره دریایی در اقیانوس هند برای مقابله با رزمندگان فراری طالبان و القاعده، تحویل داد. با این حال پادشاهی بحرین مخالف هرگونه عملی یکطرفه علیه عراق در سال ۲۰۰۳ بود و برای نشان دادن مخالفتش با واشینگتن دی سی، اعلام کرد که حاضر به پناه دادن به صدام حسین به عنوان راهی برای دوری کردن از جنگ می‌باشد.
وزارت امور خارجه، در روز جشن تولد مهاتما گاندی در ۲ اکتبر ۲۰۰۷، در مرکز بررسی و پژوهش بحرین با سفارت هند در کنفرانسی حول اهمیت فلسفه مهاتما گاندی برای دنیای عرب در قرن ۲۱ شرکت کرد. کنفرانسی که در آن آکادمیستهای عرب و هند و مسئولین سازمان ملل و دیپلماتها شرکت کرده بودند، حول آموزه‌های گاندی در اسلوب مسالمت‌آمیز و زاهدانه و روحانی وی بحث شد و به دنیای عرب امروز به‌طور خاص اشاره گردید. از میان سخنرانان یک آکادمیست لیبرال به نام عبدالله المدنی بود که روی دیدگاه اخلاقی گاندی تأکید کرد وگفت: «اگر به آدم‌ربایی و انفجار انتحاری و بریدن سر یا به بکارگیری شیوه‌های بربریت دیگر پناه برده شود، در آن صورت یاد و خاطره او (گاندی) در وجدان جهان دوام نمی‌آورد. با این اعتبار که صحت یک عمل در وضعیت شخصی نهفته‌است آنگونه که گاندی با خودش برخورد می‌کرد. اینکه کار قانونی را به کنار می‌گذاشت و از پوشیدن لباس به شیوه غربی امتناع می‌کرد و شیوه متواضعانه زندگی اش با لباس ساده اش ابراز می‌کرد و رژیم غذایی او گیاه‌خواری ساده بود و البته که اینها با رفتار رهبرانی مقاومت عربی که طرفداران خود را به تحریم غرب فرا می‌خوانند ولی درعمل برخوردار از زندگی و تولیدات و تکنولوژی غرب هستند، متفاوت است».

## روابط بحرین با ایران
روابط بین بحرین و ایران از زمان انقلاب اسلامی ایران و کشف تلاش کودتا در بحرین در سال ۱۹۸۱ که توسط ایران طراحی و پشتیبانی شد، متشنج شد. کماکان بحرین نسبت به نقش ایران در آشوب‌های داخلی در قیام دهه هفتاد مشکوک می‌باشد. با این حال با عقب‌نشینی عراق به عنوان یک نیروی منطقه‌ای، بحرین با افزایش هماهنگی و همسویی منطقه‌ای، شروع به اتخاذ گام‌هایی جهت بهبود روابطش با ایران کرد. این تلاش‌ها شامل تشویق تجارت بین بحرین و ایران می‌شد.
اختلاف منطقه‌ای طویل‌المدتی با قطر پیرامون جزایر حوار و مرز دریایی در سال ۲۰۰۱ با حکم راه حل میانه توسط دادگاه عدالت بین‌المللی رفع گردید.

### مداخله جویی ایران
در تابستان سال ۲۰۰۷ وقتی حسین شریعتمداری مشاور رهبر عالی انقلاب اسلامی علی خامنه‌ای و رئیس تحریریه روزنامه کیهان ایران خواهان انضمام بحرین به ایران شد و (مشابه ادعای صدام حسین نسبت به کویت در اواخر دهه هشتاد) آن را استان چهاردهم ایران دانست، تنش بین بحرین و ایران عملاً افزایش یافت. وزیر خارجه بحرین خالد بن احمد آل خلیفه این موضع ایران را «خیلی نگران‌کننده» نامید و افزود «حاکمیت قانونی کشورمان را خدشه دار می‌کند». اظهارات شریعتمداری، موجب تظاهرات اعتراضی در خیابان‌های بحرین شد و بدنبال آن وزیر خارجه ایران منوچهر متکی به منامه سفرکرده که برای رفع و رجوع این اظهارات بود و اینکه این حرف‌ها تنها نظر شخصی شریعتمداری بوده‌است.
روابط بین طوایف مختلف بحرین و ایران در ابتدا آنطور که بنظر می‌آید روی یک خط مستقیم پیش نمی‌رفت. بحرینی‌های شیعه که میزان نزدیکی شان به ایران زیاد است اما آن‌ها هوشیارند که هویت عربی خود را حفظ کنند؛ بنابراین نسبت به پیشنهادهای وابستگی دوگانه حساسیت نشان می‌دهند. (کما اینکه رئیس‌جمهور مصر حسنی مبارک در سال ۲۰۰۶ وقتی مدعی شد که عرب‌های شیعه در خلیج فارس، ستون پنجم ایران هستند، این اظهار نظر طوفانی از انتقادات در بحرین ایجاد کرد بنحوی که نایب رئیس مجلس نمایندگان بحرین از وی خواست که عذر خواهی کند). ولیعهد بحرین سلمان بن حمد آل خلیفه تصمیم گرفت که در رابطه با اعتقاد دینی و سیاسی شیعه توضیح دهد و اینکه شیعیان بحرین وابستگی شان به دولت بحرین است و گفت: «ما اول از همه بحرینی هستیم چه اپوزیسیون چه غیر اپوزیسیون. یک دیپلمات خارجی در بحرین در نوامبر۲۰۰۷ نکته‌ای را گفت که روزنامه ایندیپندنت منعکس کرد، مبنی براینکه شیعیان بحرین وطن‌پرست و مخلص هستند و مصالح خاص خود را دنبال می‌کنند.» او روزنامه‌نگاران را نسبت به گمراه شدن برحذر داشت و نیز نسبت به اینکه وانمود کنند که آن‌ها (شیعیان بحرین) مزدور و بازیچه رژیم کینه‌ورز شیعه در ایران می‌باشند برحذر داشت. دین یا مردم را از هم جدا می‌کند یا متحد می‌سازد. بحرینی‌ها و ایرانی‌های شیعه در برخی رشته‌های دینی که به زمان دولت صفویه برمیگردد از هم جدا هستند.
یک تحلیلگر آلمانی متخصص در امور خلیج فارس به نام ماکسیمیلیان تیرهاله می‌گوید: «عقیده شیعه در بحرین در نتیجه اختلاف بین شاخه معتدل اصولگرا با شاخه محافظ کار الاخباری بوجود آمده‌است.» این اختلاف و نزاع در اواخر قرن هیجدهم با پیروزی شاخه معتدل اصولگرا پایان یافت. اما با این حال مکتب محافظ کار بحرین را به عنوان مقر پیروانش برگزید. از آن زمان بحرین‌های شیعه، پیرو مذهب متفاوتی با تفاوت روشن نسبت به آنچه در ایران است می‌باشند. در خیلی از اوقات روحانی برجسته شیعه عیسی قاسم که نماینده مرجع دینی ایرانی خامنه‌ای در بحرین می‌باشد، این اختلاف بین دو مذهب را کمرنگ می‌کند. در هر حال این عامل یک عامل قوی برای تخریب نفوذ ایران می‌باشد. تنها اقلیت کوچکی از عناصر تندرو پیروی می‌کنند که در مرکز حقوق بشر بحرین متمرکز می‌باشد.
بین بحرینی‌های سنی وضعیت در خیلی از اوقات پیچیده‌است و خیلی از خانواده‌های تجاری و سیاسی سنی که بیشترین نفوذ را دارند اصلیتشان به ایران برمیگردد که به دلیل شرایط اقتصادی و وضعیت آزادتر اجتماعی در طول ۱۵۰ سال گذشته به بحرین مهاجرت کرده‌اند ولی هنوز خیلی از آن‌ها در خانه‌هایشان صحبت به زبان فارسی می‌کنند. این جامعه معروف به الهوله با حکومت دین سالار در تهران همسویی ندارد ولی تمایل به حفظ مصالح تجاری گسترده بین طرفین خلیج فارس دارند و به احتمال رشد بازرگانی بین ایران و بحرین چشم دوخته‌اند. نویسنده شیعه بحرینی توفیق الریاش با اشاره به واکنش دولت بحرین و سازمان‌های مدنی نسبت به اظهارات شریعتمداری با تمسخر نوشت: «من از خودم می‌پرسم که چرا این هیاهو را مردمی هدایت کنند که وقتی وارد خانه‌هایشان می‌شوند و خانواده خود را می‌بینند زبانشان از زبان عربی به زبان فارسی تغییر می‌کند.»
رئیس سابق جمعیت سلفی اصالت اسلامی در بحرین، نماینده مجلس عادل المعاوده، نقطه نظر اسلامی سنی در ایران را چنین به روزنامه نیویورک تایمر بیان نمود: «اگر ایران به عنوان یک نیروی اسلامی و نه به عنوان یک نیروی شیعه برخورد می‌کرد در آن صورت عرب‌ها آن را به عنوان یک نیروی اسلامی منطقه‌ای قبول می‌داشتند؛ ولی وقتی به عنوان یک نیروی شیعه و با طرح و برنامه شیعی می‌آید، دیگر موفق نخواهد بود و به یک نیروی قوی اما مکروه و ناچیز تبدیل می‌شود.»

### هسته‌ای ایران
قبل از انتشار برآورد اطلاعات ملی توسط ایالات متحده پیرامون برنامه هسته‌ای ایران در اواخر نوامبر ۲۰۰۷، عدم خشنودی بحرین در رابطه با عواقب احتمالی درگیری بین ایالات متحده و ایران رو به افزایش بود. تهدید حمله نظامی آمریکا به تأسیسات هسته‌ای ایران موجب نگرانی هم دولت و هم اپوزیسیون که در کنترل شیعه است شده بود و هر دو طرف نگرانی‌های خود را ابراز داشته‌اند که نکند توافقات سیاسی حساسی که بین طرفین در زمان ملک حمد انجام شد را خراب کند.
علی‌رغم آن وزیر خارجه بحرین خالد بن محمد آل خلیفه گفته‌است: «اگر جنگ شروع شود هر اتفاقی ممکن است بیفتد. ایران یک رژیم مذهبی مسلمان شیعه است. در صورت تهاجم به ایران، ساکت کردن شیعه در بحرین را با مشکل مواجه می‌کند. تضاد بین ایران و جهان در این منطقه یک فاجعه خواهد بود.» یک نکته هم نماینده اپوزیسیون در پارلمان به نام جاسم حسین تأکید کرده‌است که: جنگ می‌تواند باعث نابودی مادی شود ولی تهاجم به ایران یعنی تهاجم به شیعه در بحرین. اختلافات مذهبی رشد خواهد کرد. اگر جنگ بشود هرچیز دیگری متوقف خواهد شد. امنیت در راس اولویت‌ها قرار خواهد گرفت.»
به دنبال افزایش تنش، نمایندگان پارلمان بحرین در دسامبر۲۰۰۷ را بر آن داشت که مصوبه غیر ملتزمی را در مجلس به رای بگذارند که استفاده از خاک کشور (بحرین) در هرگونه تهاجم به ایران را منع می‌کند. انتشار گزارش اطلاعاتی پیرامون برنامه هسته ایران موجب افزایش تردید در خلیج فارس نسبت به اهداف سیاسی ایالات متحده در منطقه شد. یک علامت از این درگیری بین وزیر کار بحرین مجید العلوی با وزیر دفاع آمریکا رابرت گیتس در انستیتوی بین‌المللی بررسیهای استراتژیک در منامه در نشست سران حول امنیت در دسامبر ۲۰۰۷ بود، که طی آن علوی در مورد موضع ایالات متحده نسبت به زراد خانه هسته‌ای اسراییل با طرح سؤالی به چالش کشید. سؤال این بود که «سلاح هسته‌ای صهیونیست‌ها (اسرائیل) آیا خطری علیه منطقه هست؟ که گیتس جواب می‌دهد که ایران تهدید است و نه اسرائیل. بگفته روزنامه واشینگتن پست «این جواب موجب خنده و تمسخر مردم و مسئولین خلیج فارس می‌شود.»

### وقایع دیپلماتیک
- در ۱۲ اوت ۲۰۱۲ برابر با ۲۲ مرداد ۱۳۹۱ وزیر خارجه خالد آل خلیفه اعلام کرد که بحرین سفیرش را به ایران فراخوانده است.
- در ۱۹ ژوئیه ۲۰۱۵ برابر با ۲۸ تیر ۱۳۹۴ بعد از آنکه علی خامنه‌ای اعلام کمک به مردم مظلوم در خاورمیانه ازجمله در بحرین کرد، کاردار سفارت ایران مرتضی صنوبری توسط وزارت خارجه بحرین به منظور اعتراض به «دخالت آشکار» فراخوانده شد. وزارت خارجه به او «یادداشت اعتراضی رسمی» دیپلماتیک در رابطه با «اظهاراتی که علی خامنه‌ای علیه پادشاهی بحرین داشته‌است» به او تسلیم کرد.
- در اول اکتبر ۲۰۱۵ (یک هفته بعد از حادثه منی ۲۰۱۵) برابر با ۹ مهر ۱۳۹۴ کشور بحرین سفیرش را از تهران فراخواند و به کاردار ایران دستور خروج از کشورش در عرض ۳ روز صادر نمود که این در پاسخ به «ادامه دخالت‌های ایران در امور پادشاهی بحرین» بود. این امر بعد از آن بود که مقامات بحرینی در نویدرات یک کارگاه بزرگ ساخت بمب (۳۰ سپتامبر) و یک مخفیگاه بزرگ سلاح را کشف کردند و تعدادی افراد که به آن‌ها ظن ارتباط با سپاه پاسداران ایران می‌رفت را دستگیر کردند. تصمیم بحرین به فراخواندن سفیرش در اثر «ادامه دخالتهای ایران در امور بحرین به منظور برانگیختن فتنه مذهبی و اعمال هژمونی و کنترل» و در پاسخ به آنچه اتفاق افتاده بود اتخاذ شده بود. وزارت خارجه ایران در ۲ اکتبر در بیانیه‌ای بشرح زیر پاسخ داد: «مسئول دوم در سفارت بحرین در تهران یک فرد نامطلوب می‌باشد و بنابراین آقای بسام الدوسری بایستی در عرض ۷۲ ساعت خاک ایران را ترک کند.». خبرگزاری جمهوری اسلامی این بیانیه وزارت خارجه ایران را دیرهنگام در روز جمعه منعکس نمود.
- در ۴ ژانویه ۲۰۱۶ برابر با ۱۴ دی ۱۳۹۴ (بعد از آنکه عربستان سعودی روحانی شیعه برجسته نمر النمر را به اتهام دست داشتن در تظاهرات اعتراضی در عربستان سعودی در سال‌های ۲۰۱۱–۲۰۱۳ اعدام کرد) بحرین روابط دیپلماتیکش را با ایران قطع کرد و ایران را متهم به دخالت در امور داخلی عربستان سعودی نمود. این تصمیم بحرین بدنبال تصمیمی بود که از سوی کشور عربستان سعودی بعد از آنکه اعتراض کنندگان ایرانی سفارت سعودی در تهران را آتش زدند، اتخاذ گردید.

### دستگیری‌ها
- در آبان ۱۳۹۴ شمسی دادگاه جنایی بحرین اعلام کرد که ۴۷ نفر از عناصر یک شبکه تروریستی را در مناطق مسکونی مختلف دستگیر کرده‌است، این افراد عناصر خطرناکی بودند که قصد داشتند طرح‌های زیادی را اجرا کنند، در این عملیات مقادیر زیادی سلاح، مواد انفجاری پرقدرت و انبار و کارگاه‌های ساخت بمب کشف شد. وزارت کشور بحرین بیانیه صادر کرد که در آن آمده‌است که بررسی‌های به عمل آمده نشان می‌دهد که طبق معمول طرف‌های ایرانی و عناصر دستگیرشده ارتباط نزدیکی داشته‌اند و تعدادی از آن‌ها در اردوگاه‌های ایران آموزش دیده‌اند. ایران از این تروریست‌ها حمایت پولی، آموزش و سلاح می‌کند.[۷]
- در ۳ اسفند ۱۳۹۵ وزارت کشور بحرین اعلام کرد که نیروهای امنیتی این کشور یک گروه ۲۰ نفره که در بین آن‌ها ۴ زن بود دستگیر کرده‌اند، نقش زنان، پناه دادن به نفرات تحت پیگرد بوده‌است. ۸ نفر از دستگیرشدگان آموزش‌های تروریستی خود را در اردوگاه‌های ایران گذرانده‌اند.[۸]
- در فروردین ۱۳۹۶ نیروهای امنیتی بحرین یک گروه ۱۴ نفره را که قصد انجام عملیات تروریستی در بحرین را داشته‌اند شناسایی و دستگیر کرده‌اند. این شبکه توسط افرادی که به ایران فرار کرده‌اند ارتباط داشته و توسط آن‌ها تأمین مالی و تسلیحاتی شده‌اند. ۶ نفر از آن‌ها در اردوگاه‌های داخل ایران و ۵ نفر دیگر در اردگاه‌های حزب‌الله در عراق آموزش تروریستی دیده‌اند.[۹][۱۰][۱۱]
- در خرداد ۱۳۹۶ بحرین یک هسته تروریستی ۸ نفره مرتبط با ایران را دستگیر کرد و سپاه پاسداران ایران را سازماندهی این هسته متهم کرد، گروه مزبور قصد ترور شخصیتهای بحرینی و حمله به ساختمان‌های دولتی و فرودگاه بحرین را داشته‌است. اداره امنیت بحرین نیز اعلام کرد که افراد گروه مزبور در اردوگاه‌هایی در ایران و عراق آموزش دیده‌اند.[۱۲] پس از این واقعه، بحرین اعلام کرد که ایران دشمن شماره یک ماست.[۱۳]
- در خرداد ۱۳۹۶ بحرین اعلام کرد که نیروهای امنیتی بحرین ۲۸۶ تن از محکومان حوادث تروریستی اخیر در بحرین را دستگیر کرده‌اند. این افراد در درگیری که در روستای الدراز بوقوع پیوست دستگیر شدند و ۵ نفر نیز در این عملیات کشته شدند. این افراد در خانه عیسی قاسم مخفی شده بودند. شیخ عیسی قاسم از ملاهای شیعه بحرینی است که به ارتباط با ایران متهم است و ایران نیز از این ملای شیعه حمایت می‌کند.[۱۴]

## روابط بحرین با سایر کشورها

### روابط با اتحادیه اروپا
بحرین به عنوان بخشی از شورای همکاری شاخاب همیشگی پارس با اتحادیه اروپا در سال ۱۹۸۸ توافقنامه همکاری را امضاء کرده‌است.

### روابط با انگلستان
بحرین دارای سفارت در لندن و انگلستان نیز یکی از چهار کشور اروپایی است که در منامه سفارت دارد. بحرین استقلال خود را در سال ۱۹۷۱ از انگلستان بدست آورد ولی روابط دیپلماتیک و بازرگانی خود را با انگلستان حفظ کرده‌است.

### روابط با هند
هند همپیمان نزدیک به بحرین است و به گفته مسئولین هندی این کشور در کنار پادشاهی بحرین و شرکایش در شورای همکاری شاخاب همیشگی پارس قرار دارد و عطف به تلاش‌های هند برای کسب کرسی دائمی در شورای امنیت سازمان ملل متحد، مسئولین بحرینی، هند را به ایفای نقش بیشتری در امور بین‌المللی برمی‌انگیزند. به عنوان مثال عطف به نگرانی از برنامه هسته‌ای ایران، ولی عهد بحرین خواستار ایفای نفش فعال در حل بحران مذکور شد.
روابط بین هند و بحرین به چند نسل برمیگردد؛ و شخصیتهای برجسته بحرینی موجب ایجاد روابط تنگاتنگی بین هند و بحرین بوده‌اند. مانند شاعر و قانونگذار ابراهیم العریض در قران ۱۷ که در مومبای تربیت یافت و دو روحانی شیعه صالح الکرزکانی و جعفربن کمال الدین از شخصیت‌های مؤثر در مملکت گولکندا بودند که مذهب شیعه را در شبه قاره هند انتشار می‌دادند.
سیاسیون بحرینی به منظور تقویت این روابط از زمان‌های دور تلاش می‌کرده‌اند. رئیس پارلمان خلیفه الظهرانی در سال ۲۰۰۷ در راس یک هیئت پارلمانی و سرمایه داران با رئیس‌جمهور هند و رهبر اپوزیسیون براتیب‌ها باتیل ملاقات نمودند و با رسانه‌های آنجا مصاحبه داشتند. برای سیاسیون بحرینی تلاش برای آموزش و کسب مشورت از هند به نسبت ایالات متحده یا کشورهای غربی دیگر آسان‌تر است.
در دسامبر ۲۰۰۷ «انجمن بحرین - هند» در منامه برای تقویت روابط بین دو کشور کارش را شروع کرد. این انجمن بریاست وزیر کار سابق عبدالنبی الشعله تلاش کرد که از این انجمن برای توسعه در جامعه مدنی و کار فعال برای تقویت روابط بین دو کشور استفاده نماید. براساس بیانیه افتتاحیه این انجمن، هدف انجمن صرفاً تقویت روابط بین دو کشور در زمینه روابط تجاری نیست بلکه هدف تقویت روابط در تمامی پهنه‌های زندگی سیاسی و امور اجتماعی و علوم و فرهنگ نیز می‌باشد. وزیر دولت درامور خارجه هندوستان احمد و همتای بحرینی اش نزار البحارنه در این انجمن حضور یافتند.
پادشاه بحرین حمد بن عیسی بن سلمان آل خلیفه در سفر رسمی به هند در فوریه ۲۰۱۴، ۴۵۰ میلیون دلار آمریکایی را برای تجارت دوجانبه و سرمایه‌گذاری بین دو کشور تأمین نمود.

### روابط با پاکستان
۱۷ آوریل ۲۰۰۸: عملیات نهنگ عربی ۰۸ عبارت از مانور نظامی مشترک بین نیروهای دریایی پاکستان و بحرین و آمریکا بود که روی جنگ با زیر دریاییهای دشمن متمرکز بود.
بحرین و پاکستان از روابط دوستانه و عمیقی برخوردارند؛ ولی عهد سلمان بن حمد بن عیسی آل خلیفه در جریان سفرش به پاکستان از این کشور به عنوان «وطن دوم» خود اسم برد و گفت که بحرین، پاکستان را دارای جایگاه بسیار عالی به‌شمار می‌آورد. اقدامات مشترک بین دو دولت پاکستان و بحرین با افزایش معاملات بین طرفین همراه است. این معاملات در سال ۲۰۰۷ به سقف ۲۵۰ میلیون دلار رسیده‌است. سرمایه داران پاکستانی روی بازار و بنگاه‌های معاملاتی املاک در بحرین متمرکز هستند. کما اینکه سرمایه داران بحرینی معتقدند که پاکستان یک کشور مناسب برای سرمایه‌گذاری است و دارای امکانات کشاورزی خوبی می‌باشد.

### روابط با کره جنوبی
در ۲۴ ژوئن ۲۰۱۴ نایب وزیر کره جنوبی در امور چند جانبه و جهانی «شین دونگ ایک» با سفیر بحرین «عبدالله عبداللطیف عبدالله» معاون وزارت امور خارجه پادشاهی بحرین در سفرش به کره جنوبی ملاقات نمود. در این ملاقات طرفین با همدیگر نظراتشان پیرامون راه‌های جدید برای تقویت روابط بین کره جنوبی و بحرین را مورد تبادل قراردادند و روی شیوه‌های کار در زمینه حقوق بشر بحث کردند. نقطه نظرات مشترک بین دونگ ایک و عبدالله در جریان تبادل نظر ضروری در سطح بالا بین کره جنوبی و بحرین ادامه یافته‌است.

### روابط با اسرائیل
در ۱۱ سپتامبر ۲۰۲۰ بحرین به طور رسمی اسرائیل را به رسمیت شناخت و با این کشور روابط دیپلماتیک برقرار کرد.

### روابط با قزاقستان
اولین سفر پادشاهی بحرین به قزاقستان در آوریل ۲۰۱۴ بود که پادشاه این کشور با رئیس‌جمهور قزاقستان نورسلطان نظربایف ملاقات نمود و یک توافقنامه بزرگ بین دو کشور در زمینه بازرگانی و سرمایه‌گذاری به امضاء رسید. بحرین کمک به نمایشگاه اکسبو استانا ۲۰۱۷ را ابراز نمود. بحرین سرمایه داران محلی و بخش خصوصی را برای مشارکت در این حادثه بزرگ تشویق نمود. کشور قزاقستان شورای سرمایه داران بحرینی –قزاقستانی را تأسیس کرد و طرح و برنامه‌ای را برای امضای توافقنامه پیرامون تشویق و حفاظت از سرمایه‌گذاری و پرهیز از مالیات دوگانه و فرار مالیاتی را به اجرا درآورد.

### روابط با کوزوو
در ۱۹ مه ۲۰۰۹ بحرین رسماً کشور کوزوو را به عنوان یک کشور مستقل به رسمیت شناخت و در ۱۳ مارس ۲۰۱۴ بحرین با کوزوو روابط دیپلماتیک برقرار نمود.

### روابط با مالزی
بحرین دارای سفارت در کوآلالامپور و مالزی دارای سفارت در منامه می‌باشد.

### روابط با ترکیه
روابط بین بحرین و ترکیه رسماً در ۴ دسامبر ۱۹۷۳ بر قرار شد. روابط بین این دو کشور مثبت ارزیابی می‌شود. حجم بازرگانی بین آن‌ها به ۷۸٫۱ میلیون دلار آمریکایی در سال ۲۰۰۶ بالغ شده‌است. سپس در سال ۲۰۰۳ به دو برابر افزایش یافت و در سال ۲۰۰۷ حجم تجارت بین دو کشور به ۱۸۶۶ میلیون دلار آمریکایی رسید. بحرین و ترکیه اکنون روابط سیاسی دوستانه ای ندارند.

### روسیه
روسیه دارای سفارت در منامه است و بحرین نیز دارای سفارت در مسکو می‌باشد.

### روابط با قطر
بحرین دارای سفارت در قطر و قطر نیز دارای سفارت در بحرین است البته اکنون بحرین و قطر قطع رابطه کرده‌اند.